# 柔毛连蕊芥
柔毛连蕊芥（学名：Synstemon petrovii var. pilosus）为十字花科连蕊芥属下的一个变种。

## 扩展阅读
- 維基物種上的相關：柔毛连蕊芥